# Distrito de Kościan
Kościan (polaco: powiat kościański) es un distrito (powiat) del voivodato de Gran Polonia (Polonia). Fue constituido el 1 de enero de 1999 como resultado de la reforma del gobierno local de Polonia aprobada el año anterior. Limita con otros seis distritos de Gran Polonia: al norte con Poznań, al este con Śrem, al sudeste con Gostyń, al sur con Leszno y al oeste con Wolsztyn y Grodzisk Wielkopolski; y está dividido en cinco municipios (gmina): uno urbano (Kościan), tres urbano-rurales (Czempiń, Krzywiń y Śmigiel) y uno rural (Kościan). En 2011, según la Oficina Central de Estadística polaca, el distrito tenía una superficie de 722,42 km² y una población de 78 457 habitantes.